# تاکومی هاسگاوا
تاکومی هاسگاوا (انگلیسی: Takumi Hasegawa؛ زادهٔ ۶ اکتبر ۱۹۹۸) بازیکن فوتبال اهل ژاپن است.